# Cherianella
Cherianella is een geslacht van vliesvleugeligen uit de familie Eucharitidae. De wetenschappelijke naam van dit geslacht is voor het eerst geldig gepubliceerd in 1994 door T. C. Narendran.

## Soorten
Het geslacht Cherianella omvat de volgende soorten:
- Cherianella longispina (Risbec, 1951)
- Cherianella narayani Narendran, 1994
- Cherianella rachuela Heraty, 2002
- Cherianella rudis Heraty, 2002
- Cherianella subtilis Heraty, 2002
- Cherianella viridis (Risbec, 1951)